# Wladimir Alexandrowitsch Kanygin
Wladimir Alexandrowitsch Kanygin (russisch Владимир Александрович Каныгин; * 19. September 1948; † 27. April 1990) war ein sowjetischer Gewichtheber.

## Werdegang
Ein Jahr vor den Olympischen Spielen 1972 wurde Wladimir Kanygin, welcher damals noch bei „Spartak“ Blagoweschtschensk trainierte, bei den sowjetischen Meisterschaften 1971 auf Anhieb Meister im Mittelgewicht. Noch im selben Jahr durfte er bei den Weltmeisterschaften 1971 in Lima antreten und gewann dort sicher den WM-Titel vor dem Norweger Leif Jensen und Anselmo Silvino aus Italien. Dadurch hatte er endgültig das Vertrauen der sowjetischen Sportfunktionäre gewonnen und wurde für die Olympiaschen Spiele 1972 in München im Mittelgewicht nominiert. Er wurde dabei dem vielfachen Weltmeister und Olympiasieger von 1968 Wiktor Kurenzow vorgezogen.
Bei den Spielen in München gewann er zunächst das Drücken. Im Reißen hatte er aber Probleme. Im ersten und zweiten Versuch riss er sein Anfangsgewicht von 135 kg zweimal zu weit durch und musste die Hantel hinter dem Körper abwerfen. Beim dritten Versuch zog er zu zaghaft und die Hantel fiel vor dem Körper zu Boden. Damit war die Olympiateilnahme beendet.
So schnell, wie Wladimir Kanygin auf der internationalen Gewichtheberbühne erschienen war, so verschwand er auch wieder. In den Ergebnislisten jener Zeit taucht er nur noch ein einziges Mal auf den ersten drei Plätzen auf.

### Internationale Erfolge/Mehrkampf
(OS = Olympische Spiele, WM = Weltmeisterschaft, Mi = Mittelgewicht, damals bis 75 kg Körpergewicht)
- 1971, 1. Platz, WM in Lima, Mi, mit 477,5 kg, vor Leif Jensen, Norwegen, 467,5 kg und Anselmo Silvino, Italien, 460 kg;
- 1972, unplatziert, OS in München, Mi, nach 3 Fehlsversuchen im Reißen, Sieger: Jordan Bikow, Bulgarien, 485 kg;
- 1973, 2. Platz, Turnier in Sotschi, Mi, mit 310 kg (Zweikampf), hinter Michailow, UdSSR, 315 kg und vor Galkin, UdSSR, 305 kg.

### Medaillen Einzeldisziplinen
(werden seit 1969 vergeben)
- WM-Goldmedaille: 1972, Drücken, Mi;
- WM-Silbermedaillen: 1971, Drücken – 1971, Reißen, Mi.

### UdSSR-Meisterschaften
- 1971, 1. Platz, Mi, mit 460 kg, vor Michailow, 455 kg und Galkin, 455 kg.